# Iglesia Nuestra Señora de Guadalupe (Houston)
La Iglesia Nuestra Señora de Guadalupe (Our Lady of Guadalupe Catholic Church) es una iglesia católica ubicada en el Segundo Barrio en el distrito East End, en Houston (Texas). Es una parte de la Arquidiócesis de Galveston-Houston.
La iglesia, construida en 1911, fue la primera iglesia mexicana-estadounidense en Houston y la primera institución religiosa con servicios en español. Abrió una de las primeras escuelas para niños mexicanos-estadounidenses y gestiona programas de alimentación y vivienda para los pobres. A partir de 2012 la iglesia sirve a 3.500 familias y tiene muchas misas en español. La comunidad del vecindario es mayoritariamente hispana. A partir de 2010 es una de las parroquias católicas más pobres en Gran Houston. Gestiona la Escuela Nuestra Señora de Guadalupe, la escuela católica más vieja en Houston.